# Rhythm of War
Rhythm of War ist der vierte von fünf Romanen (in der deutschen Übersetzung sind es jeweils 2 Bücher) im High-Fantasy-Zyklus Die Sturmlicht-Chroniken des US-amerikanischen Autors Brandon Sanderson. Er wurde erstmals 2020 veröffentlicht. Auf Deutsch wurde der Roman in zwei Bänden unter den Titeln Der Rhythmus des Krieges und Der Turm der Lichter publiziert, die in der Übersetzung durch Michael Siefener 2021 bei Heyne erschienen.
Wie bei Kaladin in The Way of Kings, Shallan in Words of Radiance und Dalinar in Oathbringer, setzt auch Rhythm of War Rückblenden ein, diesmal für die Charaktere Eshonai und Venli.

## Entwicklung
Der Schreibprozess für das Buch begann im Januar 2019, mit einem geplanten Veröffentlichungstermin für 2020. Bevor der Titel Rhythm of War lautete, trug er den Arbeitstitel The Song of Changes. Brandon sagte, es sollte nie der endgültige Titel sein. Später gab Tor bekannt, dass das Buch am 17. November 2020 veröffentlicht wird.
Ursprünglich sollte das Buch Rückblenden aus der Sicht von Eshonai enthalten, wobei Venli in der heutigen Zeitachse im Mittelpunkt steht. Schließlich entschied sich Sanderson für gemischte Rückblenden, wobei ein Teil aus Eshonais Perspektive und der andere Teil aus Venlis Perspektive gesetzt wurde.
Sanderson hat erklärt, dass er sich schon lange besonders auf den Epilog von Rhythm of War gefreut hat.

„Zehn Jahre sind vergangen, seit ich mit dieser Serie angefangen habe, und es ist bisher für mich eine sehr befriedigende Erfahrung gewesen, die Vision, die ich all die Jahre hindurch mit mir herumgetragen habe, wachsen und gedeihen zu sehen. Insbesondere eine Szene am Ende von »Der Turm der Lichter« gehört zu den ersten, die mir je für diese Reihe in den Sinn gekommen sind – vor mehr als zwanzig Jahren!“

Er gab auch an, dass es einen Zeitsprung zwischen Buch drei und vier geben würde. Während der Titel eine stärkere Konzentration auf Charaktere aus der sogenannten Sängerkultur vermuten lässt, spielen die verbleibenden Protagonisten, darunter der Sturmgesegnete Kaladin, Shallan Davar, Dalinar Kholin, Navani, Adolin sowie die Mitglieder von Brücke Vier, ebenfalls eine herausragende Rolle. Erzählungen aus der Perspektive von Szeth und Taravingian heben viele der Zwischenspiele hervor.

## Handlung
Der Prolog ist aus Navanis Perspektive erzählt, in der sie sich an Gavilars Tod und seine Beschäftigung mit seltsamen Lichtsphären erinnert. Das Buch beginnt damit, dass Kaladin in seine Heimatstadt reist, um die Bürger zu retten und einen berühmten herdazianischen General, „Marder“ („Mink“ im Original), abzuholen. Navani, Dalinar und viele Strahlenden Ritter kommen mit einer Flugmaschine an, um Kaladin bei der Evakuierung der Stadt zu helfen. Während die Evakuierung beginnt, geraten die Strahlenden Ritter in einen Kampf mit den Verschmolzenen, der ohne endgültigen Sieger endet. Währenddessen wird Kaladin in einen Kampf mit seinem ehemaligen Freund Moash verwickelt, der Kaladin irgendwie dazu bringt, Visionen von traumatischen Erfahrungen zu haben. Kaladin entkommt von der Flugmaschine während diese weiter mit den Stadtbewohnern an Bord davonfliegt. Bei ihrer Rückkehr wird Navani von einem mysteriösen Fremden telepathisch kontaktiert, der ihr sagt, dass die Herstellung der Fabriale unethisch und falsch ist. Stoffe werden hergestellt, indem ein Sprengsel in einem Edelstein eingesperrt wird, gibt er als Begründung an. Nach seiner Rückkehr nach Narak entlässt Dalinar Kaladin aufgrund seines Kampfschocks (eine Posttraumatische Belastungsstörung) und seiner zunehmenden Depressionen vom Dienst. Er sagt Kaladin zu, dass Kaladin jegliche Unterstützung bekommt und sich alle Tätigkeiten außer Kampfhandlungen aussuchen kann. Kaladin sucht nach einer Möglichkeit, den Menschen in seiner Umgebung weiterhin, ohne in Kämpfe verwickelt zu werden, zu helfen, und beginnt, seinem Vater auf der Krankenstation zu helfen. Er findet schließlich eine Möglichkeit, Menschen mit psychischen Problemen durch Gruppentherapie und fortschrittlichere Behandlungen zu helfen.
Währenddessen infiltrieren Shallan und ihre beiden anderen Persönlichkeiten die Geistblüter, um sich bei Mraize und den Geisterblütern, einer geheimen Organisation, die auf Geheimnisse jenseits der Welt von Roshar aus ist, anzubiedern. Während der Mission entdeckt Shallan ein verstecktes Notizbuch, in dem mysteriöse Begriffe erwähnt werden (die sich auf andere Welten im Kosmeer-Universum beziehen) und erwägt, sich von den Geisterblütern zu befreien. Mraize schickt sie auf eine letzte Mission und verspricht ihr ihre volle Geisterblüter-Mitgliedschaft und ihr Wissen, nachdem sie Restares in Dauertreu, der Ehrensprengsel-Basis in Shadesmar, gefunden und getötet hat. Shallan, Adolin und ein paar Strahlende Ritter hören auf den Rat des Marders und machen sich als diplomatische Gesandte auf den Weg nach Shadesmar, um mehr Ehrensprengsel dazu zu ermutigen, sich mit Menschen zu verbinden, während Dalinar und Jasnah sich auf den Weg machen, um an der Emul-Schlachtfront zu kämpfen. Sie lassen Navani und Kaladin in ihrer Heimatbasis Urithiru zurück. Taravangian unterstützt die Emul-Schlachtfront und plant, dass seine Truppen den Rest der menschlichen Armee auf Odiums Befehl verraten, obwohl Dalinar diesen Verrat voraussieht. Nach der Schlacht wird Taravangian als Verräter gefangen genommen und beginnt Wege zu finden, um Odium durch Nachtblut, das schwarze Schwert, zu vernichten.
Angeführt von Raboniel, die behauptet, einen Weg gefunden zu haben, den Krieg dauerhaft zu beenden, dringen die Verschmolzenen ein und übernehmen die Kontrolle über Urithiru, indem sie das Turmsprengsel mit Leerlicht korrumpieren. Um völlig agieren zu können, braucht der Zwilling sogenanntes Turmlicht. Die Einspeisung von Leerlicht wird den Zwilling am Ende vernichten. Dies hat zur Folge, dass alle Strahlenden Ritter in eine Starre fallen. Einzig Kaladin und Lift sind nicht in vollem Ausmaß betroffen und sind noch teilweise handlungsfähig. Navani und das Turmsprengsel „Zwilling“ schaffen es, einen Schild zu aktivieren, bevor das Sprengsel vollständig beschädigt wird. Navani ergibt sich und wird von Raboniel angeworben, um bei ihrer Forschung zu helfen. Gemeinsam entdecken sie, dass Leerlicht und Sturmlicht zu „Turmlicht“ (das Licht, dass den Turm und damit den Zwilling am Leben erhält) gemischt werden können. Sie finden auch Antitypen von Licht, etwas, das Sprengsel dauerhaft töten kann, eine Entdeckung, die den Kreislauf des Krieges beenden könnte. Mit Hilfe von Navani, dem Zwilling und Dabbid entkommt Kaladin mit dem bewusstlosen Teft in einen versteckten Raum in den oberen Ebenen von Urithiru. Kaladins Depression wird immer schlimmer, Moash und Odium senden ihm Visionen, um ihn in den Selbstmord zu treiben. Zeitgleich ist Navani damit beschäftigt, die Knotenpunkte (die den Zwilling noch zu Eigenständigkeit verhelfen) zu verteidigen. Venli, Rlain und Dabbid (einem ehemaligen Mitglied der Brücke Vier und ein Parscher) helfen dabei, sich um Teft zu kümmern und Lift aus der Hand der Verschmolzenen zu befreien. Lift ist in der Lage mit ihren Heilkräften die bewusstlosen Strahlenden Ritter zu wecken.
Dalinar wird zunehmend misstrauischer und sieht Urithiru mit Hilfe des Sturmvaters an und stellt fest, dass der Turm vom Feind besetzt wurde. Er beschließt, einen anderen Bindeschmied, Ishar den Herold, aufzusuchen, um seine Kräfte zu steigern und sich zu wehren. Ishar wurde jedoch im Laufe der Jahrhunderte in den Wahnsinn getrieben und greift Dalinar an. Er wird von Szeth, der inzwischen als Leibwächter von Dalinar fungiert, besiegt und ist vorübergehend bei Verstand. Er fordert Dalinar auf, ihn in Shinovar zu treffen, um weitere Anweisungen zu erhalten. Dalinar entdeckt, dass Ishar im physischen Reich mit Sprengseln experimentiert hat. Unterdessen reisen Schallan und Adolin durch Shadesmar. Adolin führt in „Dauertreu“, der Festung der Ehrensprengsel, einen Gerichtsprozess, um die Ehrensprengsel davon zu überzeugen, dass es sich wieder lohnt, sich an Menschen zu binden. Shallan erkennt, dass Restares eigentlich Kalak ist, ein Herold und Richter des Prozesses. Sie versucht, ihn zu ermorden, setzt dabei aber ihre verdrängte Erinnerung frei, ihr erstes Sprengsel „Testament“ in ihrer Jugend getötet zu haben. Adolins tote Splitterklinge, Mayalaran, spricht bei der Verhandlung und enthüllt, dass die uralten Sprengsel sich entschieden haben, sich gemeinsam mit den Strahlenden Rittern zu opfern. Shallan beendet ihre Verbindung mit den Geistblütern und stellt sich entschieden gegen sie.
Navani, Kaladin, Teft und Lift kämpfen darum, die Strahlenden Ritter zu wecken und Urithiru zu befreien. Teft und Lift infiltrieren die Krankenstation, während Kaladin für Ablenkung sorgt, indem er draußen gegen einen der Verschmolzenen kämpft. Moash wartet jedoch und tötet Teft, dann wirft er dessen Leiche in Kaladins Richtung. Kaladins Vater wird von einem anderen Verschmolzenen vom Turm geworfen. Von Trauer verzehrt, springt Kaladin vom Turm in den Hochsturm, in dem er von Dalinar und dem Sturmvater gerettet wird. Er spricht das Vierte Ideal und rettet seinen Vater, kehrt dann zurück, um den Turm zurückzuerobern. Dalinar rekrutiert später Kaladin, sich ihm in Shinovar anzuschließen, um bei der Behandlung von Ishars psychischen Problemen zu helfen. Navani trifft bei ihrem Fluchtversuch auf Moash. Er versucht, Navani zu töten, aber sie verbindet sich mit dem Zwilling und wird zu einer Binbdeschmiedin; Sie stößt Moash ab und kehrt die Korruption des Turms durch „Anti-Leerlicht“ um. Die verbleibenden Verschmolzenen greifen die Krankenstation an; Venli tut sich mit Rlain, Leshwi und den Menschen zusammen, um die bewusstlosen Strahlenden Ritter zu beschützen und zeigt, dass Sänger und Menschen in Harmonie leben können. Sie trifft sich schließlich wieder mit einer entflohenen Gruppe von Zuhörern, die begierig darauf sind, sich mit Sprengseln zu verbünden und sich und ihre frühere Rolle bei der Entstehung von Odium zu erlösen. Dalinar trifft sich mit Odium in einer Vision, in der Odium, erschüttert durch den Verlust von Urithiru und das Scheitern so vieler seiner Pläne, einem Kampf der Champions zustimmt. Dalinar kann Odium dazu bringen, zu schwören, dass Odium, wer auch immer gewinnt, ein Ende des Krieges erzwingen und Roshar von seinem Einfluss vollständig zu befreien. Szeth verlässt Dalinar, um sein nächstes Ideal zu verfolgen, und besucht Taravangian in seiner Zelle, um ihn zu töten. Bevor er dies tun kann, zieht Odium Taravangian (und unbeabsichtigt Nachtblut) in eine Vision, in der Taravangian Odium ersticht und sein Gefäß tötet (die Person, die als Wirt dient, der Odiums Macht steuert), und seinen Platz einnimmt. Das neugeborene Odium (das immer noch an die Vereinbarungen des alten Odium gebunden ist) trickst Wit aus und lässt ihn Odiums neue Identität nicht kennen.

## Ausgaben
- Rhythm of War. Tor, 2020, ISBN 978-0-7653-2638-6.
  - Der Rhythmus des Krieges. Heyne, 2021, ISBN 978-3-453-27273-6.
  - Der Turm der Lichter. Heyne, 2021, ISBN 978-3-453-27324-5.